# Лазуренко Вікторія Валентинівна
Лазуренко Вікторія Валентинівна (нар. 12 червня 1961 р., м. Харків)  — український науковець у сфері акушерства і гінекології, доктор медичних наук, професор, завідувач кафедри акушерства та гінекології № 2 Харківського національного медичного університету, лікар вищої категорії.

## Біографія
Народилася 12 червня 1961 року в місті Харків.
В 1984 році закінчила Харківський медичний інститут за профілем акушер-гінеколог. З того часу працює в університеті.
З 1991 року член Асоціації акушерів-гінекологів України.
В 2002 році захистила докторську дисертацію на тему Аномалії скорочувальної діяльності матки у породіль та їх корекція з використанням факторів охолодження (клініко-експериментальне дослідження) та отримала науковий ступінь доктор медичних наук за науковою спеціальністю 14.01.01 — Акушерство та гінекологія.
З 2003 року професор кафедри акушерства та гінекології № 1 Харківського національного медичного університету.
В 2004 році отримала вчене звання професор.
В 2014 році стала членом Асоціації остеопорозу України та Європейської Асоціації з вітаміну D (EVIDAS).
В 2018 році закінчила Українську-інженерно-педагогічну академію захистивши два диплома магістра за спеціальностями менеджмент та науки про освіту.
З 2018 року очолила кафедру акушерства та гінекології № 2 Харківського національного медичного університету.
В 2019 році пройшла стажування в Українсько-швейцарській освітій школі.

## Наукові інтереси
- Питання профілактики ускладнень вагітності, отриманої шляхом застосування допоміжних репродуктивних технологій [1][7];
- Розробка діагностичних та лікувальних методів надання акушерсько-гінекологічної допомоги[3];
- Обґрунтування клініко-патогенетичних підходів до діагностики та лікування вагітних та гінекологічних хворих з екстрагенітальною патологією[3];
- Удосконалення лікувально-профілактичних заходів хворим акушерсько-гінекологічного профілю[3].

## Найбільш вагомі навчально-методичні видання
- Сучасні допоміжні репродуктивні технології: Методичні рекомендації для лікарів-інтернів / Жилка Н. Я., Пітько В. А., Грищенко В. І., Щербина М. О., Лазуренко В. В. // Київ,- МОЗ України.-2006. — 24 с.[3]
- Гінекологія: Підручник для студентів вищих медичних навчальних закладів 3-4 рівня акредитації / Грищенко В. І., Щербина М. О., Лазуренко В. В. // Київ.: «Медицина». — 2007. — 360 с.
- Фізіологічне акушерство (змістові модулі з дисциплини «Акушерство і гінекологія»): т Методичні вказівки для викладачів вищих медичних навчальних закладів / Венцківський Б. М., Камінський В. В., Грищенко В. І., Лазуренко В. В. та ін. // К.:Золоті ворота.- 2008.—179с.[3]
- Патологічне акушерство (змістові модулі з дисциплини «Акушерство і гінекологія»): Методичні вказівки для викладачів вищих медичних навчальних закладів. / Венцківський Б. М., Камінський В. В., Грищенко В. І., Лазуренко В. В. та ін // К.:Золоті ворота.- 2008. — 380с.[3]
- Obstetrics and Gynecology: in two volumes.- Volume 1.- Obstetrics: Textbook for students of institutions of higher medical education of the 3-4 levels of accreditation / Gryshchenko V.I., Shcherbina M.O., Lazurenko at al // Kyiv.-AUS Medicine Publishing. — 2014. — 392 p.[3]
- Obstetrics and Gynecology: in two volumes.- Volume 2.- Gynecology: Textbook for students of institutions of higher medical education of the 3-4 levels of accreditation / Gryshchenko V.I., Shcherbina M.O., Lazurenko at al // -Kyiv.-AUS Medicine Publishing.-2014. — 352 p.[3]
- Консервативне та оперативне лікування в гінекології: Методичні вказівки для студентів освітньо-кваліфікаційного рівня «Бакалавр»/ Лазуренко В. В., Ляшенко О. А., Овчаренко О.Б, Каліновська О. І., Старкова І. В., Граділь О. Г., Меліхова Т. В./ — Харків, ХНМУ.- 2019.- 45 с.[3]
- Scheme of history of pregnancy, labor and postpartum period Methodical instructions for independent work of students / Lazurenko V.V., Ovcharenko O.B. Lyaschenko O.A., Gradil O.G., Romanenko O.A. //Kharkiv. –KhNMU .- 2019 — 20 p.[3]

## Монографії
- O. R. Bryda, N. Ye. Sradnytska, Ya. Yu. Voitiv, Yu. Yu. Dovhiy, O. V. Rudik, S. V. Kalinichenko, N. V. Dubinina, V. K. Kozakevych, L. S. Ziuzina, A. S. Krvavych, I. I. Hubytska, A. M. Krychkovska, N. L. Zayarnyk, R. T. Konechna, L. P. Kuznetsova, M. V. Bondar, V. V. Lazurenko, N. M. Pasiieshvili, V. R. Liakh, R. T. Konechna, T. I. Nehrych, S. Ya. Kyryliuk, O. I. Pavlenko, O. V. Oriekhova, I. S. Pylypchuk, I. I. Pylypchuk, A. O. Savych, S. M. Marchyshyn, V. S. Savchyn, L. R. Ostapiuk, A. S. Voloshinovskii, I. V. Stepanenko, I. Yu. Popova, O. V. Chernyshov, M. Yu. Zak, Yu. I. Cherniavska, V. I. Pokhylko, V. V. Chorna, V. M. Makhniuk, T. I. Shevchuk, S. S. Khliestova Challenges and achievements of medical science and education: Collective monograph. Riga, Latvia: «Baltija Publishing», 2020. 430 p.[4][8]